# Mingtärna
Mingtärna (Thalasseus bernsteini) är en akut hotad östasiatisk fågel i familjen måsfåglar inom ordningen vadarfåglar.

## Utseende
Mingtärnan är en relativt stor men gracil tärna, 43 centimeter lång, försedd med en tofs och en gul näbb med svart spets. I flykten syns en skapr kontrast mellan blekgråa manteln och svartaktiga yttre handpennor. Liknande tofstärnan är större, är mörkare grå ovan och saknar den svarta spetsen på näbben.

## Läten
Lätena är bristfälligt dokumenterade. Bland lätena hörs ljusa rullande "kerrick" och mörkare raspiga ljud.

## Utbredning och systematik
Fågeln häckade fram tills nyligen enbart utmed kusten i östra Kina och där endast vid två lokaler. 2016 upptäcktes två par häcka även i Sydkorea. Vintertid har den påträffats i Indonesien, Malaysia, Kina, Thailand och Filippinerna.

### Släktestillhörighet
Efter genetiska studier förs mingtärna numera tillsammans med bland annat kentsk tärna (T. sandvicensis) och kungstärna (T. maximus) till släktet Thalasseus.

## Levnadssätt
Mingtärnan är helt kustbunden och häckar på små skär utanför kusten från mitten av maj till början av september, oftast inuti stora kolonier med tofstärnor. Vid den nyligen upptäckta häckningslokalen i Sydkorea häckar den dock i en koloni med svartstjärtad mås.

## Status och hot
Mingtärnan är världens mest sällsynta tärna med under 50 vuxna individer och IUCN kategoriserar arten som akut hotad. Upprepade inventeringar vid de två kinesiska häcklokalerna sedan 2003 visar att arten minskar i antal. 

## Namn
Fågelns vetenskapliga artnamn hedrar Heinrich Agathon Bernstein (1828-1865), tysk läkare, zoolog och samlare av specimen. På svenska har fågeln i litteratur även kallats kinesisk tärna.